# صالح العاروري
صالح العاروري (19 أغسطس 1966 – 2 يناير 2024) قيادي سياسي وعسكري فلسطيني، نائب سابق لرئيس المكتب السياسي لحركة المقاومة الإسلامية "حماس"، أسهم في تأسيس (كتائب القسام) الجناح العسكري لحماس في الضفة الغربية، يعد الرأس المدبِّر لتسليح كتائب القسام. اعتُقل وقضى نحو 18 عامًا في سجون الاحتلال، ثم أُبعِد عن فلسطين. أحد أعضاء الفريق المفاوض لإتمام صفقة وفاء الأحرار «صفقة شاليط». اغتيل إثر غارة جوية إسرائيلية في بيروت. في خضم حربها على قطاع غزة، وإن لم يصدر مسؤولوها تعليقات تؤكد مباشرة مسؤولية إسرائيل عن اغتياله.

## النشأة والتعليم
وُلد صالح محمد سلمان سليمان العاروري في قرية عارورة شمال قضاء رام الله إبان الإدارة الأردنية للضفة الغربية، يوم الجمعة 3 جُمادى الأولى 1386هـ الموافق 19 أغسطس 1966م. تلقى تعليمه الابتدائي والإعدادي والثانوي في فلسطين. ثم حصل على بكالوريوس في الشريعة الإسلامية من جامعة الخليل.
التحقَ بالعمل الإسلامي في سنٍّ مبكرة في المدرسة ونشاط المساجد، ثم قاد العمل الطلابي الإسلامي (الكتلة الإسلامية) في الجامعة منذ عام 1985 حتى اعتقاله عام 1992م.

## تأسيس كتائب القسام
تعدُّه إسرائيل أحدَ أهم مؤسسي كتائب الشهيد عز الدين القسام في الضفة الغربية، واتهمته بأنه المسؤول عن عملية خطف المستوطنين الثلاثة في الخليل عام 2014، وأعقبت الاتهامَ بهدم منزله. بدأ في تأسيس جهاز عسكري للحركة في الضفة الغربية عامي 1991 و1992، ممَّا أسهم في الانطلاقة الفعلية لكتائب القسام في الضفة عام 1992م.

## الاعتقال والإبعاد
اعتُقل إداريًا منذ عام 1992 في سجن طولكرم المركزي سيئ السمعة حيث تعرض فيه لتحقيقٍ قاسٍ، واستمر اعتقاله حتى عام 2007 (15 سنة) بتهمة تشكيل الخلايا الأولى للكتائب القسامية في الضفة، ثم أُعيد اعتقاله بعد ثلاثة أشهر من الإفراج عنه، ولمدة ثلاث سنوات حتى سنة 2010م، حين قرَّرت المحكمة العليا الإسرائيلية الإفراجَ عنه وإبعاده خارج فلسطين.
رُحِّل إلى سوريا واستقرَّ فيها مدَّة ثلاث سنوات، ومع بداية الأزمة السورية غادرها إلى تركيا في شهر فبراير عام 2012، ثم بعد سنوات غادر تركيا وتنقل بين عدَّة دول منها قطر وماليزيا، واستقرَّ أخيرًا في الضاحية الجنوبية في لبنان.

## في القيادة السياسية
اختِيرَ عضوًا في المكتب السياسي لحركة المقاومة الإسلامية-حماس عام 2010م وحتى أكتوبر 2017.
وفي التاسع من أكتوبر عام 2017 أعلنت حركة حماس انتخابَ العاروري نائبًا لرئيس المكتب السياسي لحركة المقاومة الإسلامية «حماس» إسماعيل هنية، عند انعقاد مجلس شورى الحركة.
وكان أحدَ أعضاء الفريق المفاوض لإتمام صفقة وفاء الأحرار (صفقة شاليط).

## هدم منزله
في 20 يونيو (حَزيران) 2014، بدأت قوات الاحتلال (الإسرائيلي) فجر الجمعة، بهدم منزله في منطقة عارورة شمال غرب رام الله. وسلَّمت قوات الاحتلال في منتصف تلك الليلة عائلة العاروري قرارًا بهدم منزله. وكانت قوات الاحتلال هددت منذ بداية الحملة باستهداف منازل قادة حركة حماس في الضفة ردًّا على اختفاء 3 مستوطنين في الضفة الغربية منذ سبعة أيام.
وفي 1 نوفمبر 2023، هدمت قوات الاحتلال مرَّة أخرى منزله الخالي من السكَّان في رام الله، في أثناء معركة طوفان الأقصى.

## الاغتيال
بعد هجوم «حماس» في السابع من تشرين الأول (أكتوبر) الماضي على مستوطنات غلاف غزة، كشفت صحيفة «يو إس أيه توداي» الأمريكية أن إسرائيل أطلقت عملية مطاردة دولية لاستهداف العاروري، مؤكدة أنه كان على علم مسبق بتفاصيل الهجوم، وكذلك لإنه حلقة وصل بين الحركة من جهة وإيران و«حزب الله» اللبناني من جهة ثانية، بحسب الصحيفة. اغتيل صالح العاروري في بيروت، مساء يوم الثلاثاء 20 جُمادى الآخرة 1445هـ الموافق 2 يناير (كانون الثاني) 2024م، عن عمر ناهز السابعة والخمسين بعد 88 يومًا على بدء معركة طوفان الأقصى، إثر غارة جوية إسرائيلية استهدفت مكتبًا لحركة حماس في المشرفية بضاحية بيروت الجنوبية، وأسفرت عن مقتله مع اثنين من قادة القسام هما سمير فندي (أبو عامر) وعزام الأقرع (أبو عمار)، وأربعة عناصر من الحركة كانوا في نفس المكان. إضافة إلى جرح 10 من السكَّان والمارَّة في المِنطقة.
وفي عصر يوم الخميس 22 جُمادى الآخرة 1445هـ الموافق 4 يناير (كانون الثاني) 2024م وبُعيد صلاة العصر أُقيمت له صلاة الجنازة، والتى أمها ممثل مفتي الجمهورية اللبنانية، أمين الفتوى الشيخ أمين الكردي، وشُيع جثمانه وسط مسيرة حاشدة إطلاقا من مسجد الإمام علي بن أبي طالب في بيروت، وصولًا إلى مقبرة الشهداء جوار مخيم شاتيلا.

## روابط خارجية
- سيرته على موقع حماس